# Meksykana kasztanowoczelna
Meksykana kasztanowoczelna, meksykanka kasztanowoczelna (Rhynchopsitta terrisi) – gatunek średniej wielkości ptaka z rodziny papugowatych (Psittacidae). Jest endemitem we wschodnim Meksyku; zagrożona wyginięciem.

## Taksonomia
Gatunek został opisany przez amerykańskiego ornitologa Roberta Thomasa Moore’a w 1947 r. na podstawie okazu pochodzącego z okolic meksykańskiego miasta Galeana. Należy do rodzaju Rhynchopsitta. Dawniej takson ten był uznawany za podgatunek meksykany czerwonoczelnej (Rhynchopsitta pachyrhyncha). Nie wyróżnia się podgatunków.

## Występowanie
Meksykany kasztanowoczelne występują na niedużym obszarze (o powierzchni 1900 km²) we wschodnim Meksyku, a dokładniej w łańcuchu górskim Sierra Madre Wschodnia na wysokości od 2000 do 3500 m n.p.m. Ptaki te zamieszkują lasy, w których dominują sosny (Pinus). Rosną w nich także jodły (Abies) oraz dęby (Quercus).

## Morfologia
Meksykana kasztanowoczelna mierzy 40–45 cm długości oraz waży 392–468 g (inne źródło: 400–450 g). W upierzeniu dominuje kolor zielony. Nazwa gatunkowa w wielu językach (w tym polskim) odnosi się do kasztanowej barwy czoła. Ramiona i uda są ciemnoczerwone. Ogon jest długi oraz klinowato zakończony. Dziób jest czarny. Oczy są żółtopomarańczowe, otoczone nagą, brązowożółtą obrączką. Brak widocznego dymorfizmu płciowego. Młode osobniki różnią się od dorosłych brakiem kasztanowej barwy, mniejszą ilością czerwonego, bladszym dziobem oraz brązowymi oczami.

## Zachowanie
Meksykany kasztanowoczelne odżywiają się głównie nasionami sosen: sosny arizońskiej (Pinus arizonica), Pinus greggii, Pinus teocote, sosny Montezumy (Pinus montezumae) i Pinus cembroides, a także jodły (Abies). W skład ich diety wchodzą również żołędzie dębów oraz kwiaty, nasiona i nektar agaw należących do gatunku Agave macroculnis.
Większość meksykan kasztanowoczelnych prawdopodobnie prowadzi koczowniczy tryb życia. Najbardziej aktywne są o świcie oraz po południu. Są obserwowane na ścianach klifów. Najwięcej osobników przebywa na nich między godziną 9:00 a 11:00. Ptaki te są towarzyskie i hałaśliwe. W celu poszukiwania pożywienia latają do 40 km.

### Lęgi
Sezon lęgowy meksykan kasztanowoczelnych trwa od lipca do listopada. Gniazdo zakłada w wydrążonych otworach w ścianach wapiennych klifów. Szczegóły lęgów nie są znane. Zaobserwowano, że jedna para odchowywała od 1 do 4 młodych, a średnia ich liczba wynosi 2. W ciągu roku przybywa do 150 osobników. Meksykany w wieku ok. 4 lat osiągają dojrzałość płciową.

## Status, zagrożenia i ochrona
Międzynarodowa Unia Ochrony Przyrody (IUCN) od 2011 r. uznaje meksykanę kasztanowoczelną za gatunek zagrożony (EN – endangered). Wcześniej, od 1994 r. była uznawana za gatunek narażony (VU – vulnerable). Liczba dorosłych osobników na wolności szacowana jest na 1000–2499 oraz ma trend malejący. Największe zagrożenie stanowi utrata naturalnego środowiska poprzez wycinanie lasów. Innym z zagrożeń jest susza. Po suchych latach liczba lęgów meksykan spada. Dodatkowo na spadek liczebności wpływają także pożary występujące podczas susz. Zmiany klimatyczne mogą spowodować całkowite zaniknięcie siedliska do 2090 r. Meksykany kasztanowoczelne bywają także odstrzeliwane oraz wyłapywane. Gatunek ten wymieniony jest w I załączniku konwencji waszyngtońskiej (CITES).